# سمية السليمان
سمية السليمان مهندسة معمارية سعودية، تشغل منصب الرئيس التنفيذي لهيئة فنون العمارة والتصميم في السعودية من أبريل 2020.

## التعليم
- حاصلة على الدكتوراه في العمارة من جامعة نيوكاسل في المملكة المتحدة عام 2010.
- حاصلة الماجستير في العمارة ودرجة البكالوريوس في العمارة الداخلية من جامعة الملك فيصل عام 2002.
- حاصلة على على زمالة ما بعد الدكتوراه في برنامج «ابن خلدون» من معهد ماساتشوستس للتكنولوجيا.
- تجيد ثلاث لغات، هي: اللغة العربية والألمانية والإنجليزية.[4]

## العمل
- شغلت منصب عميدة كلية التصاميم في جامعة الإمام عبد الرحمن بن فيصل في الدمام من عام 2017.[5]
- عملت قيمةً فنية للجناح الوطني السعودي في بينالي البندقية للعمارة.[6]

## الإصدارات
(على خد الكون) صدر عن دار تشكيل عام 2020.

## الجوائز والتكريم
- فازت بجائزة أفضل بوستر لبحث علمي في جامعة نيوكاسل.
- فازت بجائزة الأمير محمد بن فهد للتفوق العلمي.
- اختارتها مجلة "أريبيان بزنس" ضمن قائمة أكثر 50 امرأة تأثيراً في السعودية لعام 2021.[8]